# United States Motor Company
United States Motor Company war ein US-amerikanischer Konzern zur Automobilherstellung.

## Unternehmensgeschichte
Benjamin Briscoe hatte bereits einige Erfahrungen im Automobilbau gesammelt. 1910 gründete er den Konzern in New York City. Er wollte mit General Motors konkurrieren. Er erwarb verschiedene kleinere Automobilhersteller. Laut einer Quelle wurden auch selber Taxis der Marke Titan gefertigt. Am 12. September 1912 begann die Insolvenz. 1913 wurde das Unternehmen aufgelöst.

## Verbund
Unter anderen gehörten die folgenden Unternehmen zum Konzern:
- Alden Sampson Division als Nachfolgegesellschaft der Alden Sampson Manufacturing Company[1][4]
- Briscoe Manufacturing Company[5]
- Brush Runabout Company[1][4]
- Central Motor Company mit der Marke Titan[6][7]
- Columbia Automobile Company[1][4]
- Courier[5]
- Grey Motor Company, Hersteller von Schiffsmotoren[4]
- Maxwell Motor Company[1][4]
- Providence Engineering Works[4]
- Stoddard-Dayton[1][4]
- West Chester Appliance Company[5]